# 토쿄 호텔
토쿄 호텔(Tokio Hotel)은 독일 출신의 팝 록 밴드이다. 2001년에 가수 빌 카우리츠, 기타리스트 톰 카울리츠, 드러머 구스타브 셰퍼, 베이시스트 게오르크 리스팅으로 구성된 토쿄 호텔을 결성하게 되었다.

## 밴드 멤버

### 빌 카울리츠
자신의 쌍둥이 형인 톰 카우리츠와 같은 채식주의자이다.
어릴적에 좋아하던 독일가수 NENA를 동경해 가수가 되었다고한다.
그림그리기를 매우좋아한다.주로 인물화를 그린다.

### 톰 카울리츠
톰 카우리츠는 빌의 쌍둥이 형으로 1989년 9월 1일 라이프치히에서 빌보다 약 10분 빨리 태어났다. 톰은 독일의 가수인 에어로스미스와 세미같은 밴드들이 자신에게 영향을 끼쳤다고 말하기도 했다.
쌍둥이들은 그림그리기를 매우좋아한다.톰은 주로 풍경화를 그린다.

### 게오르크 리스팅
게오르크는 1987년 3월 31일에 태어났으며, 고향은 할레이다.
부모가 이혼했다.
톰과 빌이 클럽에서 연주를 하고있을 때 구스타브와 함께 그들의 연주를 보았던 그는 헬퍼를 해줘야겠다고 생각했다
영국의 OASIS를 좋아한다.

### 구스타브 셰퍼
구스타브 셰퍼는 독일의 고향 마그데부르크에서 1988년 9월 8일 태어났다. 셰퍼는 현재 집은 마그데부르크에 있지만, 스튜디오가 위치한 함부르크에서 일시적으로 살고있다. 아홉 살 때부터 드럼에 관심을 가졌었다. 구스타브에게 음악적 영향을 끼친 가수(밴드)로는 메탈리카, 조 카커, 로드 스튜어트가 있다.

## 음반 목록

### 정규 음반
- 2005: Schrei
- 2006: Schrei - so laut du kannst
- 2007: Zimmer 483
- 2007: Scream
- 2009: Humanoid... (독일반)
- 2009: Humanoid... (미국반)
- 2014: Kings Of Suburbia

### 라이브 음반
- 2006: Schrei – Live
- 2007: Zimmer 483 – Live In Europe
- 2010: Humanoid City Live